# Zirsilite-(Ce)
La zirsilite-(Ce) è un minerale appartenente al gruppo dell'eudialite.